# Педагогика иезуитов

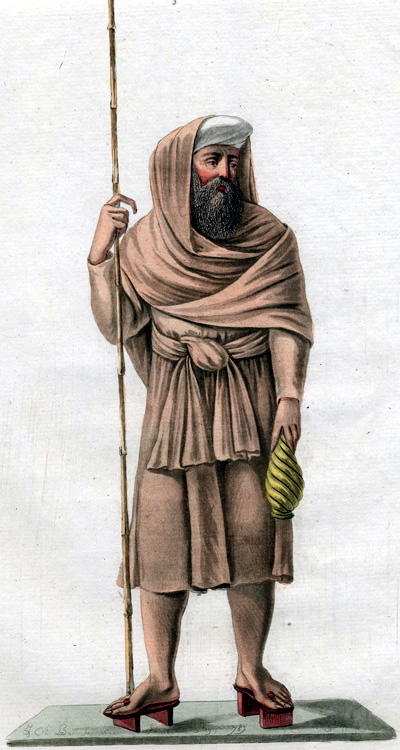
Иезуит — миссионер, 1779 год

Педаго́гика иезуи́тов — образовательная система, разработанная педагогами католического ордена иезуитов. Педагогика иезуитов построена на прагматических основах, целью которой являлось создание сети иезуитских школ, в которых осуществляли воспитание и обучение в католическом духе юношей из привилегированных социальных слоёв.

## Система образовательных учреждений

### Иезуитские коллегии
Иезуитские коллегии (колледжи) — среднее образовательное учреждение. Первые колледжи иезуитов были открыты в европейских столицах: Вене (1551), Риме (1552), Париже (1561).
Весь курс обучения в иезуитских коллегиях составлял 5 лет, на протяжении которых воспитанники осваивали программу колледжа. В программу колледжа входили латинский и греческий языки, античная литература, катехизис на латинском языке, элементы истории, географии, математики, естествознания.
Коллегии состояли из двух отделений младшего и старшего:
- Младшее отделение состояло в свою очередь из классов: грамматического (младший, средний, старший классы), гуманитарного риторического (2 года обучения). Содержание обучения — «семь свободных искусств»:
  - Грамматический класс: грамматика, риторика, диалектика + богословие.
  - Гуманитарный риторический класс: арифметика, геометрия, астрономия, теория музыки + «эрудиция»: начала географии, истории, археологии, природоведения.
- Старшее отделение высшего типа заключалось в 3-летней подготовке артистического (подготовительного) факультета университета.

### Семинарии
Семинарии — образовательное учреждение высшего уровня (коллегии высшего типа).

### Академии
Академия — образовательное учреждение высшего уровня, направленное на подготовку: теологов, церковных юристов, преподавателей (только выпускников коллегий).
Образование учителей:
- 2 года — совершенствование полученных знаний и навыков, специальная проверка в ходе новициата;
- 3 года — изучение философии;
- 2 года — педагогическая практика под руководством опытных наставников, ведение педагогического дневника;
- 4 года — изучение теологии, совершенствование светских наук.

Вся организация и деятельность учебных заведений регламентировалась уставом 1599 года. Изменения были внесены лишь в 1832 году. К началу XVIII века насчитывали около 800 иезуитских учебных заведений, в том числе 20 университетов.

## Устройство обучения
Иезуитское обучение было организованно следующим образом:
- Классно-урочная система обучения при жёсткой централизации и регламентации школьного дела, в том числе деятельности учащихся и учителей (вплоть до интонаций, жестов, мимики и освещённости классов).
- Упражнения и регулярные повторения, обучение — от лёгкого к трудному. Учебный день начинали с повторения предыдущего урока. Точно так же учебную неделю начинали с повторения материала предшествующей недели. Новый учебный год открывали обзором пройденного в предыдущем году. Начало занятий в «классах риторики» предваряли кратким повторением материала «грамматических классов». Девизом служил лозунг: «Важнее основательность, чем объём знания».
- Ежемесячные конкурсы сочинений.
- Прочность знаний как способ устранения сомнений и дисциплинированности ума.
- Отработанная методика лекций, построенная на устной последовательности изложения материала в несколько приёмов:

1. Полное изложение.
2. Анализ содержания лекций по частям.
3. Дополнение историческими и другими справками.
4. Стилистический анализ первоисточников.

В философии ведущее место отводили Аристотелю и Фоме Аквинскому. Всех античных авторов (приоритетно Цицерон) подгоняли к целям иезуитского воспитания, осознано пренебрегали гуманистическим содержанием произведений античной культуры, поощряли осуждение в них «нравственно соблазнительного». Обучение истории и географии было оторвано от национальной почвы.
- Комфортность коллегий — помещения просторны, удобны, чисты и хорошо оборудованы.
- Принцип здорового образа жизни — хорошее питание, регулярный отдых, физическое развитие воспитанников (занятия гимнастикой, верховой ездой, плаванием, фехтованием).
- Занятия не более 5 часов в сутки, обязательные поездки, прогулки, экскурсии. Учебный год был коротким — 180 дней и прерывали частыми каникулами.

## Воспитательная система
Стремясь воспитать преданных последователей католической церкви — «христовых воинов», способных противостоять идеям протестантизма, иезуиты для своих учебных заведений разработали чёткие правила образовательно-воспитательной деятельности, изложенные в детально разработанном «Школьном уставе». Этот документ, принятый ещё в 1599 году, сохранял свою силу вплоть до 1832 года. В XVII-XVIII веках иезуиты имели репутацию блестящих педагогов и преподавателей.

### Принципы воспитания
Воспитание направлено на развитие индивидуальных способностей, честолюбия, духа соперничества.
Методы стимулирования:
- Основа иезуитского воспитания — подчинение личной воли и наклонностей воспитанников интересам католической церкви и нормам христианской этики;
- Групповое и индивидуальное соперничество;
- Регулярная селекция лучших и отстающих;
- Ежегодное торжественное проведение экзаменов, сопровождающееся диспутами, декламациями, театральными представлениями, церемониями награждения лучших; соревнование отдельных учеников, команды внутри классов, классы внутри коллегий;
- Создание магистрата среди лучших учеников с присуждением почётных званий, организация «академий» (прообразов школьных кружков);
- Система поощрений: почётные звания, почётные места в классе, занесение на доску почёта;
- Система наказаний: скамьи позора, колпак с ослиными ушами, прозвища;
- Физические наказания, допускаемые за проступки против религии. Исполняли светские лица («корректоры»);
- Важное место отводили светскому воспитанию — правилам поведения за столом, умению вести непринуждённую беседу, быть галантным в любых обстоятельствах, поддерживать разговор на любую тему, завоёвывать доверие собеседника.

Этих методов достигали, прежде всего, жёсткой всесторонней регламентацией воспитательного и образовательного процессов, внедрением взаимного надзора внутри класса и школы, назначением преторов или цензоров, надзиравших за поведением в классах, взаимный разбор поведения на собраниях, система доносительства.
Среди воспитанников иезуитов было немало крупных учёных, писателей, философов, политиков (Ж. Боссюэ, Р. Декарт, П. Корнель, Ж.-Б. Мольер и др.). Позже некоторые из них отреклись от своих учителей. Вольтер, например, писал: «Отцы научили меня лишь немного латыни и глупостям». Ему вторил Г. Лейбниц: «Иезуиты в деле воспитания остались ниже посредственности».